# Bandow (Familienname)
Bandow ist ein Nachname slawischer Herkunft, welcher auf den Ort Bandow in Mecklenburg-Vorpommern zurückgeht. Familienlinien des Namens ließen sich später auch gehäuft in Brandenburg, Berlin und Pommern vorfinden.

## Namensträger
- August Ferdinand Bandow (1789–1842), Land- und Stadtgerichtsassessor in Stolp
- Doug Bandow (* 1957), US-amerikanischer politischer Schriftsteller
- Otto Eduard August Bandow (1872–1943), deutscher Tapeten- und Linoleumhändler in Berlin und Breslau
- Udo Bandow (1932–2023), deutscher Bankvorstand (Vereins- und Westbank) und ehemaliger Aufsichtsratsvorsitzender des Hamburger SV